# Liste der Stolpersteine in Ludwigshafen am Rhein
Die Liste der Stolpersteine in Ludwigshafen am Rhein enthält alle Stolpersteine, welche von Gunter Demnig in Ludwigshafen verlegt wurden. Sie sollen an die Opfer des Nationalsozialismus erinnern, die in Ludwigshafen ihren letzten bekannten Wohnsitz hatten, bevor sie deportiert, ermordet, vertrieben oder in den Suizid getrieben wurden. In der Stadt sind 331 Stolpersteine verlegt (Stand: Juni 2023), davon sind 237 in dieser Tabelle dokumentiert.
Hinweis 1: Die Spalten Adresse, Verlegedatum und NS-Opfer der Liste sind sortierbar. Durch Anklicken eines Spaltenkopfes wird die Liste nach dieser Spalte sortiert, zweimaliges Anklicken kehrt die Sortierung um und dreimaliges Anklicken kehrt zur ursprünglichen Sortierung zurück.
Hinweis 2: Mit dem Anklicken eines Bildes vergrößert man die Auflösung.

## Liste der Stolpersteine
| Adresse                                                                         | Verlegedatum                                    | NS-Opfer | Inschrift | Bild | Kollektion/Lage                                                                    |
| ------------------------------------------------------------------------------- | ----------------------------------------------- | --- | --- | --- | ---------------------------------------------------------------------------------- |
| Arnulfstraße 29 A · Ludwigshafen-Süd ·                                          |                                                 | Siegfried Kahn Jg. 1885 | „Schutzhaft“ 1938 Dachau Deportiert 1940 Gurs Interniert Drancy 1942 Auschwitz Ermordet | |                                                                                    |
| Arnulfstraße 29 A · Ludwigshafen-Süd ·                                          |                                                 | Lucie Kahn geb. Sheims Jg. 1888                                                                                                  | Deportiert 1940 Gurs Interniert Drancy 1942 Auschwitz Ermordet | |                                                                                    |
| Arnulfstraße 29 A · Ludwigshafen-Süd ·                                          |                                                 | Ruth Carola Kahn Jg. 1923 | Deportiert 1940 Gurs Interniert Drancy 1942 Auschwitz Ermordet | |                                                                                    |
| Bahnhofstraße 40 · Ludwigshafen-Mitte ·                                         |                                                 | Artur Wallenstein Jg. 1898 | 'Schutzhaft' 1938 KZ Dachau deportiert 1942 Gurs interniert Drancy 1943 Majdanek ermordet | |                                                                                    |
| Bahnhofstraße 40 · Ludwigshafen-Mitte ·                                         | Beate Wallenstein Jg. 1906                      | geb. Mann deportiert 1940 Gurs interniert Drancy befreit                                                                         | | |                                                                                    |
| Bahnhofstraße 40 · Ludwigshafen-Mitte ·                                         | Horst Wallenstein Jg. 1933                      | deportiert 1940 Gurs interniert Rivesaltes Kinderhilfswerk CSE versteckt 1942 im Kinderheim Aspet mit Hilfe überlebt             | | |                                                                                    |
| Bayernstraße 60 · Ludwigshafen-Süd ·                                            | 13. Mai 2014                                    | Dr. Camille Rehfeld Jg. 1884 | Flucht 1936 Frankreich Mit Hilfe überlebt | |                                                                                    |
| Bayernstraße 60 · Ludwigshafen-Süd ·                                            | 13. Mai 2014                                    | Sophie Rehfeld geb. Lurch Jg. 1890                                                                                               | Flucht 1936 Frankreich Mit Hilfe überlebt | |                                                                                    |
| Bayernstraße 60 · Ludwigshafen-Süd ·                                            | 13. Mai 2014                                    | Paul Richard Rehfeld Jg. 1914 | Flucht 1936 Frankreich Mit Hilfe überlebt | |                                                                                    |
| Bayernstraße 60 · Ludwigshafen-Süd ·                                            | 13. Mai 2014                                    | Margot Rehfeld Jg. 1922 | Flucht 1936 Frankreich Mit Hilfe überlebt | |                                                                                    |
| Beethovenstraße 16 · Ludwigshafen-Süd ·                                         |                                                 | Dr. Max Koebner Jg. 1872 | gedemütigt/entrechtet Flucht 1938 England | |                                                                                    |
| Beethovenstraße 16 · Ludwigshafen-Süd ·                                         | Miriam Koebner geb. Lewin Jg. 1882              | Flucht 1938 England | | |                                                                                    |
| Beethovenstraße 16 · Ludwigshafen-Süd ·                                         | Hans Koebner Jg. 1907                           | Flucht 1933 England | | |                                                                                    |
| Beethovenstraße 16 · Ludwigshafen-Süd ·                                         | Ruth Koebner Jg. 1912                           | Flucht 1933 Palästina England | | |                                                                                    |
| Beethovenstraße 16 · Ludwigshafen-Süd ·                                         | Adolf Koebner Jg. 1913                          | Flucht 1933 Palästina England | | |                                                                                    |
| Benckiserstraße 71 · Ludwigshafen-Mitte ·                                       |                                                 | Friedrich Kirn Jg. 1904 | im Widerstand Asselstein-Gruppe verhaftet 1934 Gefängnis Nürnberg 1936 Dachau entlassen 1937 | |                                                                                    |
| Berliner Straße 48 · Ludwigshafen-Mitte ·                                       | 28. Okt. 2013                                   | Naftali Linker Elend Jg. 1889 | Polenaktion 1938 Bentschen Ermordet im besetzten Polen | |                                                                                    |
| Berliner Straße 48 · Ludwigshafen-Mitte ·                                       | 28. Okt. 2013                                   | Miriam Elend geb. Reiter Jg. 1898                                                                                                | Polenaktion 1938 Bentschen Ermordet im besetzten Polen | |                                                                                    |
| Berliner Straße 48 · Ludwigshafen-Mitte ·                                       | 28. Okt. 2013                                   | Adolf Moses Elend Jg. 1923 | Polenaktion 1938 Bentschen Ermordet im besetzten Polen | |                                                                                    |
| Berliner Straße 48 · Ludwigshafen-Mitte ·                                       | 28. Okt. 2013                                   | Rebekka Elend Jg. 1928 | Polenaktion 1938 Bentschen Ermordet im besetzten Polen | |                                                                                    |
| Berliner Straße 48 · Ludwigshafen-Mitte ·                                       | 28. Okt. 2013                                   | Aron Hinberg Jg. 1896 | Polenaktion 1938 Bentschen Ermordet im besetzten Polen | |                                                                                    |
| Berliner Straße 48 · Ludwigshafen-Mitte ·                                       | 28. Okt. 2013                                   | Bertha Hinberg geb. Elend Jg. 1895                                                                                               | Polenaktion 1938 Bentschen Ermordet im besetzten Polen | |                                                                                    |
| Berliner Straße 48 · Ludwigshafen-Mitte ·                                       | 28. Okt. 2013                                   | Naftali Hinberg Jg. 1920 | Polenaktion 1938 Bentschen Ermordet im besetzten Polen | |                                                                                    |
| Berliner Straße 48 · Ludwigshafen-Mitte ·                                       | 28. Okt. 2013                                   | Alexander Hinberg Jg. 1923 | Polenaktion 1938 Bentschen Ermordet im besetzten Polen | |                                                                                    |
| Berliner Straße 48 · Ludwigshafen-Mitte ·                                       | 28. Okt. 2013                                   | Abraham Hinberg Jg. 1934 | Polenaktion 1938 Bentschen Ermordet im besetzten Polen | |                                                                                    |
| Berliner Straße 48 · Ludwigshafen-Mitte ·                                       | 28. Okt. 2013                                   | Laib Leo Linker Jg. 1896 | Polenaktion 1938 Bentschen Ermordet im besetzten Polen | |                                                                                    |
| Berliner Straße 48 · Ludwigshafen-Mitte ·                                       | 28. Okt. 2013                                   | Faiga Linker geb. Löffelholz Jg. 1901                                                                                            | Polenaktion 1938 Bentschen Ermordet im besetzten Polen | |                                                                                    |
| Berliner Straße 48 · Ludwigshafen-Mitte ·                                       | 28. Okt. 2013                                   | Sara Linker Jg. 1928 | Polenaktion 1938 Bentschen Ermordet im besetzten Polen | |                                                                                    |
| Berliner Straße 48 · Ludwigshafen-Mitte ·                                       | 28. Okt. 2013                                   | Josef Alter Linker Jg. 1928 | Polenaktion 1938 Bentschen Ghetto Warschau Ermordet | |                                                                                    |
| Berliner Straße 48 · Ludwigshafen-Mitte ·                                       | 28. Okt. 2013                                   | Isaak Efraim Linker Jg. 1934 | Polenaktion 1938 Bentschen Zwangsarbeitslager Bochnia Ermordet Aug. 1944 | |                                                                                    |
| Berliner Straße 48 · Ludwigshafen-Mitte ·                                       | 28. Okt. 2013                                   | Hermann Hersch Linker Jg. 1894                                                                                                   | Polenaktion 1938 Bentschen Deportiert 1941 Tarnow Ermordet | |                                                                                    |
| Berliner Straße 48 · Ludwigshafen-Mitte ·                                       | 28. Okt. 2013                                   | Auguste Linker geb. Neumann Jg. 1903                                                                                             | Polenaktion 1938 Bentschen Deportiert 1941 Tarnow Ermordet | |                                                                                    |
| Berliner Straße 48 · Ludwigshafen-Mitte ·                                       | 28. Okt. 2013                                   | Paula Linker Jg. 1933 | Polenaktion 1938 Bentschen Deportiert 1941 Tarnow Ermordet 1944 | |                                                                                    |
| Berliner Straße 48 · Ludwigshafen-Mitte ·                                       | 28. Okt. 2013                                   | Nathan Norbert Linker Jg. 1931                                                                                                   | Polenaktion 1938 Bentschen Deportiert 1941 Tarnow Ermordet 1944 | |                                                                                    |
| Berliner Straße 48 · Ludwigshafen-Mitte ·                                       | 28. Okt. 2013                                   | Samuel Linker Jg. 1936 | Polenaktion 1938 Bentschen Deportiert 1941 Tarnow Ermordet | |                                                                                    |
| Bismarckstraße 38 · Ludwigshafen-Mitte ·                                        | 26. März 2009                                   | Dr. Eugen Gerstle Jg. 1875 | Deportiert 22.10.1940 Gurs Ermordet im Lager | |                                                                                    |
| Bismarckstraße 38 · Ludwigshafen-Mitte ·                                        | 26. März 2009                                   | Hedwig Gerstle geb. Oberländer Jg. 1885                                                                                          | Deportiert 22.10.1940 Gurs Ermordet im Lager | |                                                                                    |
| Bismarckstraße 38 · Ludwigshafen-Mitte ·                                        | 26. März 2009                                   | Albert Neumond Jg. 1868 | Deportiert 22.10.1940 Gurs Ermordet im Lager | |                                                                                    |
| Bismarckstraße 38 · Ludwigshafen-Mitte ·                                        | 26. März 2009                                   | Sara Ransenberg geb. Lust Jg. 1887                                                                                               | Deportiert 22.10.1940 Noé Ermordet 1943 | |                                                                                    |
| Bismarckstraße 38 · Ludwigshafen-Mitte ·                                        | 26. März 2009                                   | Herta Rauner Jg. 1908 | Deportiert 22.10.1940 Noé Ermordet 1943 | |                                                                                    |
| Bismarckstraße 38 · Ludwigshafen-Mitte ·                                        |                                                 | Anna Neumond geb. Schwarz Jg. 1889                                                                                               | deportiert 22.10.1940 Gurs ermordet im Lager | |                                                                                    |
| Bismarckstraße 38 · Ludwigshafen-Mitte ·                                        | Charlotte Neumond Jg. 1922                      | deportiert Bergen-Belsen ermordet                                                                                                | | |                                                                                    |
| Bismarckstraße 38 · Ludwigshafen-Mitte ·                                        | Dr. Ludwig Neumond Jg. 1881                     | deportiert 22.10.1940 Gurs ermordet im Lager                                                                                     | | |                                                                                    |
| Bismarckstraße 78 · Ludwigshafen-Mitte ·                                        | 13. Mai 2014                                    | Heinrich Hirsch Jg. 1874 | Deportiert 22.10.1940 Gurs Interniert Toulouse Tot 26.4.1943 | |                                                                                    |
| Bismarckstraße 78 · Ludwigshafen-Mitte ·                                        | 13. Mai 2014                                    | Eugenie Hirsch geb. Steiermann Jg. 1880                                                                                          | Deportiert 1940 Gurs Interniert Drancy 1944 Auschwitz Ermordet | |                                                                                    |
| Bismarckstraße 108 · Ludwigshafen-Mitte ·                                       | 26. März 2009                                   | Simon Bergmann Jg. 1882 | Ausgewiesen 1938 nach Polen ermordet 1942 in Rabka | |                                                                                    |
| Bismarckstraße 108 · Ludwigshafen-Mitte ·                                       | 26. März 2009                                   | Regina Bergmann geb. Schiffeldrim Jg. 1882                                                                                       | Ausgewiesen 1938 in Polen Ermordet 1942 in Rabka | |                                                                                    |
| Bismarckstraße 108 · Ludwigshafen-Mitte ·                                       | 26. März 2009                                   | Cilly Bergmann Jg. 1919 | Ausgewiesen 1938 in Polen Überlebt in Palästina | |                                                                                    |
| Bismarckstraße 108 · Ludwigshafen-Mitte ·                                       | 26. März 2009                                   | Lina Bergmann Jg. 1921 | Ausgewiesen 1938 in Polen Überlebt in Palästina | |                                                                                    |
| Bismarckstraße 108 · Ludwigshafen-Mitte ·                                       | 26. März 2009                                   | Oskar Bergmann Jg. 1923 | Ausgewiesen 1938 Nach Polen Überlebt in England | |                                                                                    |
| Bleichstraße 19 · Ludwigshafen-Süd ·                                            |                                                 | Walter Fetsch Jg. 1908 | Berufsverbot 1934 Flucht 1939 Japan mit Hilfe überlebt | |                                                                                    |
| Brucknerstraße 3 · Ludwigshafen-Süd ·                                           |                                                 | Flora Hirschler | Flucht 1937 Argentinien | |                                                                                    |
| Brucknerstraße 3 · Ludwigshafen-Süd ·                                           |                                                 | Sigmund Hirschler | Flucht 1937 Argentinien | |                                                                                    |
| Brucknerstraße 3 · Ludwigshafen-Süd ·                                           |                                                 | Margot Hirschler | Flucht 1937 Argentinien | |                                                                                    |
| Brucknerstraße 3 · Ludwigshafen-Süd ·                                           |                                                 | Stefan Hirschler | Flucht 1937 Argentinien | |                                                                                    |
| Carl-Bosch-Straße · Ludwigshafen-Friesenheim ·                                  |                                                 | Stolperschwelle IG-Farben | 1940–1945 Zwangsarbeit in den I. G. Farben-Werken Ludwigshafen und Oppau über 30.000 Kriegsgefangene und Zivilarbeiter aus ganz Europa werden zur Arbeit gezwungen, diskriminiert, entrechtet, unterernährt, misshandelt viele verlieren ihr Leben | |                                                                                    |
| Carl-Bosch-Straße 174 · Ludwigshafen-Friesenheim ·                              | 12. März 2008                                   | Karl Weilheimer Jg. 1886 | Deportiert 22.10.1940 Gurs Ermordet 16.9.1941 | |                                                                                    |
| Carl-Bosch-Straße 174 · Ludwigshafen-Friesenheim ·                              | 12. März 2008                                   | Flora Weilheimer geb. Rosenblatt Jg. 1894                                                                                        | Deportiert 22.10.1940 Gurs Drancy Gurs 12.8.1942 Auschwitz Ermordet | |                                                                                    |
| Carl-Bosch-Straße 174 · Ludwigshafen-Friesenheim ·                              | 12. März 2008                                   | Alma Levi geb. Weilheimer Jg. 1880                                                                                               | Deportiert 22.10.1940 Gurs Ermordet 26.12.1940 | |                                                                                    |
| Carl-Bosch-Straße 174 · Ludwigshafen-Friesenheim ·                              | 12. März 2008                                   | Paula Weilheimer Jg. 1888 | Deportiert 22.10.1940 Gurs 8.8.1942 Drancy 12.8.1942 Auschwitz Ermordet | |                                                                                    |
| Carl-Bosch-Straße 174 · Ludwigshafen-Friesenheim ·                              | 12. März 2008                                   | Otto Weilheimer Jg. 1884 | 1938 Flucht in den Tod | |                                                                                    |
| Carolistraße 23 · Ludwigshafen-Rheingönheim ·                                   | 12. März 2008                                   | Pfarrer Wilhelm Caroli Jg. 1895                                                                                                  | Wilhelm Caroli Verhaftet 18.02.1942 Dachau Verhungert Ermordet 23.8.1942 | |                                                                                    |
| Dammstraße 18 · Ludwigshafen-Mitte ·                                            | 30. Nov. 2012                                   | Hugo Loew Jg. 1883 | Deportiert 1940 Gurs Ermordet 1942 Auschwitz | |                                                                                    |
| Dammstraße 18 · Ludwigshafen-Mitte ·                                            | 30. Nov. 2012                                   | Clothilde Baer geb. Schmidt Jg. 1880                                                                                             | Deportiert 1940 Gurs Flucht 1941 USA Überlebt | |                                                                                    |
| Ebereschenweg 16 · Ludwigshafen-Gartenstadt ·                                   | 26. März 2009                                   | Mina Sommer geb. Rosenthal Jg. 1878                                                                                              | Gedemütigt/Entrechtet Tot 18. 3. 1944 Mannheim | |                                                                                    |
| Ebereschenweg 16 · Ludwigshafen-Gartenstadt ·                                   |                                                 | Benno Barme Jg. 1902 | Flucht 1936 Frankreich USA | |                                                                                    |
| Ebereschenweg 16 · Ludwigshafen-Gartenstadt ·                                   |                                                 | Hermine Barme geb. Heilborn Jg. 1904                                                                                             | Flucht 1936 Holland USA | |                                                                                    |
| Ebereschenweg 16 · Ludwigshafen-Gartenstadt ·                                   |                                                 | Ruth Barme Jg. 1935 | Flucht 1936 Holland USA | |                                                                                    |
| Edigheimer Straße 26 · Ludwigshafen-Oppau ·                                     | 22. Nov. 2007                                   | Georg Hüter Wetzlar Jg. 1870 | Erschossen in Widerstand gegen NS-Besetzung des Rathauses 10. März 1933 | |                                                                                    |
| Eisenbahnstraße 37 · Ludwigshafen-Rheingönheim ·                                | 12. März 2008                                   | Heinrich Weil Jg. 1875 | Deportiert Rivesaltes Ermordet 11.09.1942 Auschwitz | |                                                                                    |
| Eisenbahnstraße 37 · Ludwigshafen-Rheingönheim ·                                | 12. März 2008                                   | Eugenie Weil Jg. 1875 | Deportiert 22.10.1940 Gurs Ermordet | |                                                                                    |
| Eisenbahnstraße 37 · Ludwigshafen-Rheingönheim ·                                | 12. März 2008                                   | Manfred Weil Jg. 1926 | Deportiert Rivesaltes Ermordet 11.09.1942 Auschwitz | |                                                                                    |
| Erzbergerstraße 100 · Ludwigshafen-Rheingönheim ·                               |                                                 | Dr. Curt Schuster Jg. 1892 | Verhaftet 1943 Zwangsarbeit Leuna-Werke Befreit | |                                                                                    |
| Erzbergerstraße 100 · Ludwigshafen-Rheingönheim ·                               |                                                 | Marie Regina Schuster geb. Meyer Jg. 1890                                                                                        | Deportiert 1943 Auschwitz Ermordet 14.3.1944 | |                                                                                    |
| Erzbergerstraße 100 · Ludwigshafen-Rheingönheim ·                               |                                                 | Dorothea Schuster Jg. 1925 | Unfreiwillg verzogen 1944 Marienberg versteckt gelebt Befreit | |                                                                                    |
| Erzbergerstraße 100 · Ludwigshafen-Rheingönheim ·                               |                                                 | Hermine Eleonore Meyer geb. David Jg. 1869                                                                                       | Gedemütigt/Entrechtet Flucht in den Tod 18.7.1942 | |                                                                                    |
| Freiastraße 10 · Ludwigshafen-West ·                                            |                                                 | Dr. Edgar Strauss Jg. 1909 | Berufsverbot 1933 'Schutzhaft' 1938 Dachau Flucht 1939 England | |                                                                                    |
| Freiastraße 10 · Ludwigshafen-West ·                                            | Dr. Siegfried Rothenberg Jg. 1881               | Berufsverbot 1935 verhaftet 1941 Zwangsarbeit Berlin deportiert 1942 Sobibor ermordet                                            | | |                                                                                    |
| Friedrich-Heene-Straße 1 · Ludwigshafen-Süd ·                                   |                                                 | Dr. Ludwig Lehmann Jg. 1888 | Berufsverbot 1933 'Schutzhaft' 1938 Dachau Flucht in den Tod 10.11.1939 | |                                                                                    |
| Friedrich-Heene-Straße 1 · Ludwigshafen-Süd ·                                   | Paula Lehmann geb. Straus Jg. 1884              | gedemütigt/entrechtet Flucht in den Tod 10.11.1939                                                                               | | |                                                                                    |
| Friedrich-Wilhelm-Wagner-Platz · Ludwigshafen-Mitte ·                           |                                                 | Karoline Rauner geb. Simon Jg. 1863                                                                                              | deportiert 1940 Gurs interniert Noé Saint-Rambert tot 14.2.1944 | |                                                                                    |
| Friedrich-Wilhelm-Wagner-Platz · Ludwigshafen-Mitte ·                           | Julius Rauner Jg. 1903                          | 'Schutzhaft' 1938 Dachau deportiert 1940 Gurs interniert Drancy 1942 Auschwitz ermordet                                          | | |                                                                                    |
| Friedrich-Wilhelm-Wagner-Platz · Ludwigshafen-Mitte ·                           | Herta Rauner Jg. 1908                           | deportiert 1940 Gurs mehrere Internierungslager Saint-Rambert befreit                                                            | | |                                                                                    |
| Friedrich-Wilhelm-Wagner-Platz 3 · Ludwigshafen-Mitte ·                         |                                                 | Max Weilheimer Jg. 1887 | deportiert 1940 Gurs interniert Drancy Sobibor ermordet in Majdanek | |                                                                                    |
| Friedrich-Wilhelm-Wagner-Platz 3 · Ludwigshafen-Mitte ·                         | Lilly Weilheimer geb. Wetzler Jg. 1902          | deportiert 1940 Gurs ermordet 18.7.1941                                                                                          | | |                                                                                    |
| Friedrich-Wilhelm-Wagner-Platz 3 · Ludwigshafen-Mitte ·                         | Richard Weilheimer Jg. 1931                     | deportiert 1940 Gurs versteckt Kinderheim Aspet Flucht 1942 USA Hilfswerk der Quäker                                             | | |                                                                                    |
| Friedrich-Wilhelm-Wagner-Platz 3 · Ludwigshafen-Mitte ·                         | Ernst Weilheimer Jg. 1935                       | deportiert 1940 Gurs versteckt Kinderheim Aspet Flucht 1942 USA Hilfswerk der Quäker                                             | | |                                                                                    |
| Friesenheimer Straße 25 A · Ludwigshafen-Oppau ·                                | 13. Okt. 2015                                   | Fridolin Braun Jg. 1888 | Im Widerstand „Schutzhaft“ 1933 Landgericht Frankenthal 7 Mon. Lehrverbot Strafversetzt Altrip | |                                                                                    |
| Fußgönheimer Straße 5 · Ludwigshafen-Ruchheim ·                                 | 3. Mai 2010                                     | Rosa Salmon geb. Herz Jg. 1867                                                                                                   | Deportiert 22.10.1940 Gurs ermordet 4.12.1940 | |                                                                                    |
| Fußgönheimer Straße 32 · Ludwigshafen-Ruchheim ·                                | 12. März 2008                                   | Jakob Leva Jg. 1865 | Deportiert 22.10.1940 Gurs Ermordet 9.12.1940 | |                                                                                    |
| Fußgönheimer Straße 32 · Ludwigshafen-Ruchheim ·                                | 12. März 2008                                   | Klara Leva geb. Hanau Jg. 1887                                                                                                   | Deportiert 22.10.1940 Gurs Drancy 14.8.1942 Ermordet Auschwitz | |                                                                                    |
| Fußgönheimer Straße 43 · Ludwigshafen-Ruchheim ·                                | 12. März 2008                                   | Max Leva Jg. 1913 | Flucht 1933 überlebt in USA | | Stolpersteine                                                                      |
| Fußgönheimer Straße 43 · Ludwigshafen-Ruchheim ·                                | 12. März 2008                                   | Joseph Leva Jg. 1863 | Flucht 1938 überlebt in USA | | Stolpersteine                                                                      |
| Fußgönheimer Straße 43 · Ludwigshafen-Ruchheim ·                                | 12. März 2008                                   | Flora Leva geb. Waldbott Jg. 1868                                                                                                | Flucht 1938 überlebt in USA | | Stolpersteine                                                                      |
| Fußgönheimer Straße 43 · Ludwigshafen-Ruchheim ·                                | 14. Mai 2018                                    | Martha Leva Jg. 1904 | Flucht 1935 USA | | Stolpersteine                                                                      |
| Fußgönheimer Straße 43 · Ludwigshafen-Ruchheim ·                                | 14. Mai 2018                                    | Ludwig Otto Leva Jg. 1895 | Flucht 1936 USA | | Stolpersteine                                                                      |
| Fußgönheimer Straße 44 · Ludwigshafen-Ruchheim ·                                | 12. März 2008                                   | Robert Neuberger Jg. 1891 | Deportiert 22.10.1940 Gurs Ermordet 31.12.1944 Auschwitz | |                                                                                    |
| Fußgönheimer Straße 52 · Ludwigshafen-Ruchheim · ehemalige Synagoge ·           | 12. März 2008                                   | Jakob Waldbott Jg. 1862 | Deportiert 22.10.1940 Gurs Flucht 1941 USA Überlebt | |                                                                                    |
| Fußgönheimer Straße 52 · Ludwigshafen-Ruchheim · ehemalige Synagoge ·           | 12. März 2008                                   | Caesar Waldbott Jg. 1886 | Deportiert 22.10.1940 Gurs Les Milles Flucht 1.2.1942 USA, Cincinnati Überlebt | |                                                                                    |
| Fußgönheimer Straße 52 · Ludwigshafen-Ruchheim · ehemalige Synagoge ·           | 12. März 2008                                   | Johanna Waldbott Jg. 1887 | Deportiert 22.10.1940 Gurs Ermordet | |                                                                                    |
| Geibelstraße 71 · Ludwigshafen-Friesenheim ·                                    | 16. März 2016                                   | James Todtmann Jg. 1895 | 1939 Flucht England 1947 Ausreise USA | | die Stolpersteine für die Familien Todtmann und Haas wurden im Juni 2022 gestohlen |
| Geibelstraße 71 · Ludwigshafen-Friesenheim ·                                    | 16. März 2016                                   | Käthe Hilde Todtmann geb. Louis Jg. 1901                                                                                         | 1939 Flucht England 1947 Ausreise USA | |                                                                                    |
| Geibelstraße 71 · Ludwigshafen-Friesenheim ·                                    | 16. März 2016                                   | Ellen Todtmann Jg. 1927 | 1939 Flucht England 1947 Ausreise USA | |                                                                                    |
| Geibelstraße 71 · Ludwigshafen-Friesenheim ·                                    | 16. März 2016                                   | Magdalena Haas geb. Schreiber Jg. 1905                                                                                           | Flucht 1937 Schweden (Eskilstuna) | |                                                                                    |
| Geibelstraße 71 · Ludwigshafen-Friesenheim ·                                    | 16. März 2016                                   | Adam Haas Jg. 1909 | Flucht 1937 Schweden (Eskilstuna) | |                                                                                    |
| Geibelstraße 71 · Ludwigshafen-Friesenheim ·                                    |                                                 | Ernst Elias Schnurmann Jg. 1883                                                                                                  | Flucht 1938 Frankreich seit 1939 mehrere Internierungslager befreit | |                                                                                    |
| Goethestraße 15 · Ludwigshafen-Nord/Hemshof ·                                   | 3. Mai 2010                                     | Rosa Fürst geb. Mager Jg. 1886                                                                                                   | Ausgewiesen 28.10.1938 nach Zbaszyn/Polen, tot | |                                                                                    |
| Goethestraße 15 · Ludwigshafen-Nord/Hemshof ·                                   | 3. Mai 2010                                     | Moses Fürst Jg. 1906 | Ausgewiesen 28.10.1938 nach Zbaszyn/Polen, tot | |                                                                                    |
| Grünerstraße 7 · Ludwigshafen-Süd ·                                             |                                                 | Friedrich Neubauer Jg. 1898 | Flucht 1936 USA | |                                                                                    |
| Grünerstraße 7 · Ludwigshafen-Süd ·                                             |                                                 | Ruth Neubauer geb. Wolfsheimer Jg. 1912                                                                                          | Flucht 1936 USA | |                                                                                    |
| Grünerstraße 7 · Ludwigshafen-Süd ·                                             |                                                 | Eva Neubauer Jg. 1934 | Flucht 1936 USA | |                                                                                    |
| Grünerstraße 7 · Ludwigshafen-Süd ·                                             |                                                 | Isaac Frank Neubauer Jg. 1937 | Flucht 1936 USA | |                                                                                    |
| Hauptstraße 228 · Ludwigshafen-Rheingönheim ·                                   | 13. Okt. 2015                                   | Max Blüm Jg. 1887 | „Schutzhaft“ 1938 Dachau Deportiert 1940 Gurs Interniert Drancy 1942 Auschwitz Ermordet | |                                                                                    |
| Hauptstraße 246 · Ludwigshafen-Rheingönheim ·                                   | 22. Nov. 2007                                   | Josef Jacob Jg. 1875 | Hier lebte Kantor Josef Jacob Deportiert 23.8.1942 Theresienstadt Ermordet 15.10.1942 | |                                                                                    |
| Hauptstraße 246 · Ludwigshafen-Rheingönheim ·                                   | 12. März 2008                                   | Klara Jacob Jg. 1874 | geb. Horn Flucht 1940 Shanghai tot 30.09.1942 | |                                                                                    |
| Hauptstraße 246 · Ludwigshafen-Rheingönheim ·                                   | 12. März 2008                                   | Rita Birnbaum geb. Jacob Jg. 1904                                                                                                | 1934 Flucht nach Palästina gest. 16.06.1995 in Frankfurt am Main | |                                                                                    |
| Hauptstraße 246 · Ludwigshafen-Rheingönheim ·                                   | 12. März 2008                                   | Margarete Loewy geb. Jacob Jg. 1906                                                                                              | 1940 Flucht nach Shanghai Tod, Boston, USA | |                                                                                    |
| Hauptstraße 246 · Ludwigshafen-Rheingönheim ·                                   | 12. März 2008                                   | Ilse Lewin geb. Jacob Jg. 1908                                                                                                   | 1938 Flucht nach Bolivien Überlebt Tod 11.12.2002 Frankfurt am Main | |                                                                                    |
| Heinigstraße 39 · Ludwigshafen-Mitte ·                                          |                                                 | Sally Rothschild Jg. 1897 | 'Schutzhaft' 1938 KZ Dachau deportiert 1940 Gurs interniert Récébédou, Noé 1942 Auschwitz ermordet | |                                                                                    |
| Heinigstraße 39 · Ludwigshafen-Mitte ·                                          | Richard Rothschild Jg. 1934                     | versteckt in Maxdorf mit Hilfe überlebt                                                                                          | | |                                                                                    |
| Heinigstraße 42 · Ludwigshafen-Mitte ·                                          |                                                 | David Freireich Jg. 1889 | 'Polenaktion' 1938 Bentschen/Zbaszyn ermordet im besetzten Polen | |                                                                                    |
| Heinigstraße 42 · Ludwigshafen-Mitte ·                                          |                                                 | Thoni Freireich Jg. 1888 | geb. Elend 'Polenaktion' 1938 Bentschen/Zbaszyn ermordet im besetzten Polen | |                                                                                    |
| Heinigstraße 42 · Ludwigshafen-Mitte ·                                          |                                                 | Moses Leib Freireich Jg. 1914 | 'Polenaktion' 1938 Bentschen/Zbaszyn Schicksal unbekannt | |                                                                                    |
| Heinigstraße 42 · Ludwigshafen-Mitte ·                                          |                                                 | Perel Freireich Jg. 1916 | 'Polenaktion' 1938 Bentschen/Zbaszyn Schicksal unbekannt | |                                                                                    |
| Heinigstraße 42 · Ludwigshafen-Mitte ·                                          |                                                 | Naftali Freireich Jg. 1918 | 'Polenaktion' 1938 Bentschen/Zbaszyn Schicksal unbekannt | |                                                                                    |
| Heinigstraße 42 · Ludwigshafen-Mitte ·                                          |                                                 | Helene Freireich Jg. 1921 | 'Polenaktion' 1938 Bentschen/Zbaszyn Schicksal unbekannt | |                                                                                    |
| Heinigstraße 42 · Ludwigshafen-Mitte ·                                          |                                                 | Adolf Freireich Jg. 1920 | 'Polenaktion' 1938 Bentschen/Zbaszyn Schicksal unbekannt | |                                                                                    |
| Heinigstraße 42 · Ludwigshafen-Mitte ·                                          |                                                 | Menasse Bergmann Jg. 1874 | 'Polenaktion' 1938 Bentschen/Zbaszyn ermordet im besetzten Polen | |                                                                                    |
| Heinigstraße 42 · Ludwigshafen-Mitte ·                                          |                                                 | Sara Bergmann Jg. 1874 | geb. Perlmann 'Polenaktion' 1938 Bentschen/Zbaszyn ermordet im besetzten Polen | |                                                                                    |
| Herzogstraße 11 · Ludwigshafen-Süd ·                                            |                                                 | Hermann Magath Jg. 1881 | 'Schutzhaft' 1938 Dachau deportiert 1940 Gurs interniert Drancy 1942 Auschwitz ermordet | |                                                                                    |
| Herzogstraße 11 · Ludwigshafen-Süd ·                                            | Gertrud Magath geb. Staun Jg. 1897              | deportiert 1940 Gurs interniert Drancy 1942 Auschwitz ermordet                                                                   | | |                                                                                    |
| Herzogstraße 11 · Ludwigshafen-Süd ·                                            | Klaus Magath Jg. 1927                           | deportiert 1940 Gurs Kinderhilfswerk OSE versteckt Kinderheim Chateua Montintin Flucht 1943 Schweiz                              | | |                                                                                    |
| Hofstraße 2 · Ludwigshafen-Mundenheim ·                                         |                                                 | August Heller Jg. 1877 | im Widerstand/Zentrum verleumdet/diskriminiert 'Schutzhaft' 1933 Gefängnis Ludwigshafen entlassen 1933 tot 29. Mai 1936 | |                                                                                    |
| Hohenzollernstraße 8 · Ludwigshafen-Nord-Hemshof ·                              |                                                 | Frieda Groll Jg. 1892 | geb. Silberberg deportiert 1945 Theresienstadt befreit | |                                                                                    |
| Hohenzollernstraße 8 · Ludwigshafen-Nord-Hemshof ·                              | Ruth Silberberg Jg. 1924                        | deportiert 1945 Theresienstadt befreit                                                                                           | | |                                                                                    |
| Hohenzollernstraße 53 · Ludwigshafen-Friesenheim ·                              | 2. Apr. 2011                                    | Franz Kayser Jg. 1890 | Verhaftet 1941 „Staatsfeindliche“ Hetze Ermordet 1942 IN Ravensbrück | |                                                                                    |
| In den Aspen 24 · Ludwigshafen-Nord-Hemshof ·                                   |                                                 | Dina Berger Jg. 1906 | geb. Frank im Widerstand/SAP Flucht 1937 Norwegen 1940 Schweden | |                                                                                    |
| In den Aspen 24 · Ludwigshafen-Nord-Hemshof ·                                   | Dr. Otto F. Meyer Jg. 1906                      | im Widerstand/SAP Flucht 1937 Norwegen 1940 Schweden                                                                             | | |                                                                                    |
| Jaegerstraße 9 · (Carl-Bosch-Gymnasium) · Ludwigshafen-Mitte ·                  | 22. Nov. 2007                                   | Dr. Adolph Amschel Wetzlar Jg. 1874                                                                                              | Hier lehrte von 1924 bis 1933 Dr. Adolph Wetzlar Deportiert 1942 Ermordet 1944 in Auschwitz | |                                                                                    |
| Jaegerstraße 9 · (Carl-Bosch-Gymnasium) · Ludwigshafen-Mitte ·                  | 22. Nov. 2007                                   | Rudolf Goldmann Jg. 1924 | Hier lernte bis 10.11.1938 Rudolf Goldmann Flucht 6.5.1939 Brasilien Überlebt | |                                                                                    |
| Jaegerstraße 9 · (Carl-Bosch-Gymnasium) · Ludwigshafen-Mitte ·                  | 28. Okt. 2013                                   | Mayer Nathan Händler Jg. 1919 | Hier lernte Mayer Nathan Händler Flucht 1934 Palästina Überlebt | |                                                                                    |
| Jaegerstraße 9 · (Carl-Bosch-Gymnasium) · Ludwigshafen-Mitte ·                  | 28. Okt. 2013                                   | Nathan Schweid Nord Jg. 1919 | Hier lernte Nathan Schweid Nord Flucht 1934 Palästina Überlebt | |                                                                                    |
| Kanalstraße 50 · Ludwigshafen-Nord/Hemshof ·                                    | 3. Mai 2010                                     | Robert Weber Jg. 1913 | Im Widerstand mehrmals verhaftet zuletzt 1935 Dachau 1943 Strafbataillon 999 Überlebt | |                                                                                    |
| Kaiser-Wilhelm-Straße 76 · Ludwigshafen-Mitte ·                                 | 14. Mai 2018                                    | Christian Könninger Jg. 1881 | Zeuge Jehovas Verhaftet 1937 Gefängnis Zweibrücken Dachau, Flossenbürg Befreit | | Stolpersteinlage                                                                   |
| Karolina-Burger-Straße 8 · Ludwigshafen-Mundenheim ·                            | 2. Apr. 2011                                    | Else Wetzlar Jg. 1893 | Deportiert 1942 Ermordet 1944 in Auschwitz | |                                                                                    |
| Karolina-Burger-Straße 8 · Ludwigshafen-Mundenheim ·                            | 2. Apr. 2011                                    | Heinz Wetzlar Jg. 1911 | Flucht 1933 Frankreich interniert Schweiz Überlebt | |                                                                                    |
| Karolina-Burger-Straße 8 · Ludwigshafen-Mundenheim ·                            | 2. Apr. 2011                                    | Lothar Wetzlar Jg. 1916 | Flucht 1933 Frankreich interniert Schweiz Überlebt | |                                                                                    |
| Karolina-Burger-Straße 8 · Ludwigshafen-Mundenheim ·                            |                                                 | Dr. Adolph Wetzlar Jg. 1874 | deportiert 1942 ermordet 1944 in Auschwitz | |                                                                                    |
| Königsbacher Straße 37 · Ludwigshafen-Gartenstadt ·                             |                                                 | Richard Hammer 1879 | im Widerstand/SPD 'Schutzhaft' 1933 Gefängnis Ludwigshafen entlassen 1933 Flucht Rumänien tot 9. Aug. 1944 | |                                                                                    |
| Landeckstraße 37 · Ludwigshafen-Mundenheim ·                                    | 16. März 2016                                   | Karolina Liebel geb. Gress Jg. 1903                                                                                              | Gedemütigt Entrechtet Von Gestapo überwacht | |                                                                                    |
| Landeckstraße 37 · Ludwigshafen-Mundenheim ·                                    | 16. März 2016                                   | Paul Liebel Jg. 1900 | Im Widerstand/KPD „Schutzhaft“ 1933 Dachau Entlassen 1934 Von Gestapo überwacht | |                                                                                    |
| Leistadter Straße 7 · Ludwigshafen-Gartenstadt ·                                | 2. Apr. 2011                                    | Josephine Pister geb. Wagner Jg. 1895                                                                                            | Mehrmals „Schutzhaft“ Gefängnis Ludwigshafen Überlebt | |                                                                                    |
| Leistadter Straße 7 · Ludwigshafen-Gartenstadt ·                                | 2. Apr. 2011                                    | Wilhelm Pister Jg. 1890 | Arbeitsverbot Drangsaliert/Entrechtet Überlebt | |                                                                                    |
| Leuschnerstraße 121 · Ludwigshafen-Friesenheim ·                                |                                                 | Dr. David Heinemann Jg. 1872 | deportiert 1940 Gurs interniert Rivesaltes Flucht 1942 Uruguay | |                                                                                    |
| Lisztstraße 115 · Ludwigshafen-Süd ·                                            |                                                 | Max Greilsamer Jg. 1877 | Deportiert 1940 Gurs Ermordet 1942 in Auschwitz | |                                                                                    |
| Lisztstraße 115 · Ludwigshafen-Süd ·                                            | Klara Greilsamer geb. Rosenbaum Jg. 1890        | Deportiert 22.10.1940 Gurs Ermordet 1942 in Auschwitz                                                                            | | |                                                                                    |
| Lisztstraße 115 · Ludwigshafen-Süd ·                                            | Sabine Rosenbaum geb. Seligmann Jg. 1855        | Deportiert 22.10.1940 Gurs Ermordet 8.1.1943Ermordet in Noe                                                                      | | |                                                                                    |
| Lisztstraße 115 · Ludwigshafen-Süd ·                                            |                                                 | Dr. Ernst Steckelmacher Jg. 1881                                                                                                 | Hier wohnte Rabbiner Dr. Ernst Steckelmacher Jg. 1881 'Schutzhaft' 1938 Dachau deportiert 1940 Gurs interniert Drancy 1943 Majdanek ermordet | |                                                                                    |
| Lisztstraße 115 · Ludwigshafen-Süd ·                                            | Vera Steckelmacher geb. Weil Jg. 1894           | deportiert 1940 Gurs mehrere Internierungslager in Villeneuve befreit                                                            | | |                                                                                    |
| Lisztstraße 117 · Ludwigshafen-Süd ·                                            |                                                 | Karl Hirschler Jg. 1890 | Flucht 1938 England | |                                                                                    |
| Lisztstraße 117 · Ludwigshafen-Süd ·                                            | Hilda Hirschler geb. Oppenheimer Jg. 1890       | Flucht 1938 England | | |                                                                                    |
| Lisztstraße 117 · Ludwigshafen-Süd ·                                            | Agnes Beate Hirschler Jg. 1921                  | Flucht 1938 England | | |                                                                                    |
| Lisztstraße 117 · Ludwigshafen-Süd ·                                            | Franz Georg Hirschler Jg. 1925                  | Flucht 1938 England | | |                                                                                    |
| Lisztstraße 117 · Ludwigshafen-Süd ·                                            | Markus Sternlieb Jg. 1877                       | gedemütigt/entrechtet verhaftet 1933 Gefängnis Ludwigshafen tot 23.10.1934                                                       | | |                                                                                    |
| Lisztstraße 117 · Ludwigshafen-Süd ·                                            | Johanna Selma Sternlieb geb. Magath Jg. 1886    | deportiert 1940 Gurs befreit 1942 USA                                                                                            | | |                                                                                    |
| Lisztstraße 117 · Ludwigshafen-Süd ·                                            | Dr. Ruth Sternlieb Jg. 1909                     | Flucht 1936 Schweiz England 1937 USA                                                                                             | | |                                                                                    |
| Lisztstraße 117 · Ludwigshafen-Süd ·                                            | Dr. Eva Sternlieb Jg. 1911                      | Flucht 1938 USA | | |                                                                                    |
| Lisztstraße 158 · Ludwigshafen-Süd ·                                            |                                                 | Dr. Heinrich Strauss Jg. 1876 | Berufsverbot 1938 deportiert 1940 Gurs interniert Noé ermordet 9.2.1942 | |                                                                                    |
| Lisztstraße 158 · Ludwigshafen-Süd ·                                            | Therese Strauss geb. Gern Jg. 1890              | deportiert 1940 Gurs interniert Drancy 1942 Auschwitz ermordet                                                                   | | |                                                                                    |
| Lisztstraße 176 · Ludwigshafen-Süd ·                                            | 14. Mai 2018                                    | Rudolf Fetsch Jg. 1900 | Flucht 1937 Japan Mit Hilfe überlebt | | Stolpersteinlage · Stolpersteine                                                   |
| Lisztstraße 176 · Ludwigshafen-Süd ·                                            | 14. Mai 2018                                    | Ulrich Wolfgang Fetsch Jg. 1923                                                                                                  | Flucht 1938 Japan Mit Hilfe überlebt | | Stolpersteinlage · Stolpersteine                                                   |
| Lisztstraße 176 · Ludwigshafen-Süd ·                                            | 14. Mai 2018                                    | Hedwig Fetsch Jg. 1893 | Flucht 1938 Japan Mit Hilfe überlebt | | Stolpersteinlage · Stolpersteine                                                   |
| Lisztstraße 176 · Ludwigshafen-Süd ·                                            | 14. Mai 2018                                    | Anna Rothenberg geb. Hiller Jg. 1892                                                                                             | Unfreiwillig verzogen Berlin Deportiert 1942 Sobibor Ermordet | | Stolpersteinlage · Stolpersteine                                                   |
| Lisztstraße 176 · Ludwigshafen-Süd ·                                            | 14. Mai 2018                                    | Dr. Siegfried Rothenberg Jg. 1881                                                                                                | Berufsverbot 1935 Verhaftet 1941 Zwangsarbeit Berlin Deportiert 1942 Sobibor Ermordet | | Stolpersteinlage · Stolpersteine                                                   |
| Ludwigsplatz 6 · Ludwigshafen-Mitte ·                                           | 14. Nov. 2016                                   | Georg Pister Jg. 1897 | 13.11.1943 Haft Mauthausen 1945 befreit noch im selben Jahr verstorben | |                                                                                    |
| Ludwigstraße 6 · Ludwigshafen-Mitte ·                                           | 25. Okt. 2020                                   | Viktor Hugo Forstmann Jg. 1908                                                                                                   | Seit 1939 mehrmals Verhaftet Verurteilt §175 Gefängnis Ludwigshafen 1942 Natzweiler Ermordet 16.1.1943 | |                                                                                    |
| Ludwigstraße 10 · Ludwigshafen-Mitte ·                                          |                                                 | Bertha Strauß geb. Löw Jg. 1874                                                                                                  | Deportiert 1940 Gurs Tot in Rivesaltes | | Stolpersteine                                                                      |
| Ludwigstraße 10 · Ludwigshafen-Mitte ·                                          |                                                 | Adolf Grombacher Jg. 1880 | Deportiert 22.10.1940 Gurs Ermordet 11.8.1942 | | Stolpersteine                                                                      |
| Ludwigstraße 10 · Ludwigshafen-Mitte ·                                          |                                                 | Mathilde Seelig Jg. 1880 | Deportiert 22.10.1940 Gurs Ermordet 11.8.1942 | | Stolpersteine                                                                      |
| Ludwigstraße 34 · Ludwigshafen-Mitte ·                                          | 9. Sep. 2021                                    | Toni Loew geb. Mandel Jg. 1891                                                                                                   | Deportiert 1940 Gurs Interniert Drancy 1943 Auschwitz Ermordet | | Stolpersteinlage                                                                   |
| Ludwigstraße 34 · Ludwigshafen-Mitte ·                                          | 9. Sep. 2021                                    | Hans Loew Jg. 1915 | Flucht 1938 Frankreich USA | | Stolpersteinlage                                                                   |
| Ludwigstraße 36 · Ludwigshafen-Mitte ·                                          |                                                 | Franziska Altschüler geb. Isaak Jg. 1862                                                                                         | Gedemütigt / Entrechtet Tot 17.5.1937 | | Stolpersteinlage                                                                   |
| Ludwigstraße 36 · Ludwigshafen-Mitte ·                                          |                                                 | Zacharias Altschüler Jg. 1862 | Deportiert 1940 Gurs Interniert Les Milles Flucht 1941 Uruguay | | Stolpersteinlage                                                                   |
|                                                                                 |                                                 | Samuel Oberdorfer Jg. 1886 | Flucht 1938 Holland USA | |                                                                                    |
| Gertrude Oberdorfer geb. Israel Jg. 1907                                        | Flucht 1938 Holland USA                         | | | |                                                                                    |
| Elisabeth Oberdorfer Jg. 1931                                                   | Flucht 1938 Holland USA                         | | | |                                                                                    |
| Hans Oberdorfer Jg. 1933                                                        | Flucht 1938 Holland USA                         | | | |                                                                                    |
| Ludwigstraße 38 · Ludwigshafen-Mitte ·                                          | 13. Mai 2014                                    | Johanna Hirsch geb. Carlebach Jg. 1882                                                                                           | Deportiert 1940 Gurs Interniert Drancy 1942 Auschwitz Zwangsarbeit Monowitz Ermordet 16.7.1943 | |                                                                                    |
| Ludwigstraße 38 · Ludwigshafen-Mitte ·                                          | 13. Mai 2014                                    | Markus Hirsch Jg. 1876 | Deportiert 1940 Gurs Interniert Drancy Zwangsarbeit Monowitz Ermordet 16.7.1943 | |                                                                                    |
| Ludwigstraße 38 · Ludwigshafen-Mitte ·                                          | 14. Mai 2014                                    | Rosa Metzger Jg. 1879 | Deportiert 1940 Gurs Interniert Drancy 1944 Auschwitz Ermordet | | Stolpersteinlage                                                                   |
| Ludwigstraße 38 · Ludwigshafen-Mitte ·                                          | 14. Mai 2014                                    | Helmut Metzger Jg. 1910 | Flucht 1939 England USA | | Stolpersteinlage                                                                   |
| Ludwigstraße 38 · Ludwigshafen-Mitte ·                                          |                                                 | Max Kirschbaum Jg. 1871 | Opfer des Pogroms Schwer misshandelt Deportiert 1940 Gurs 1942 Hospital Toulouse Tot 31.8.1942 | | Stolpersteinlage                                                                   |
| Ludwigstraße 38 · Ludwigshafen-Mitte ·                                          |                                                 | Elvira Kirschbaum geb. Moritz Jg. 1878                                                                                           | Deportiert 1940 Gurs Mehrere Internierungslager In Masseube Befreit | | Stolpersteinlage                                                                   |
| Ludwigstraße 38 · Ludwigshafen-Mitte ·                                          |                                                 | Arthur Kirschbaum Jg. 1899 | ‘Schutzhaft‘ 1938 Dachau Deportiert 1940 Gurs Interniert Drancy 1942 Auschwitz Ermordet | | Stolpersteinlage                                                                   |
| Ludwigstraße 38 · Ludwigshafen-Mitte ·                                          | 25. Okt. 2020                                   | Dr. Ludwig Neumond Jg. 1881 | ‘Schutzhaft‘ 1938 Dachau Deportiert 1940 Gurs Interniert Les Milles Tot 25.3.1942 | | Stolpersteinlage                                                                   |
| Ludwigstraße 38 · Ludwigshafen-Mitte ·                                          | 25. Okt. 2020                                   | Anna Neumond geb. Schwarz Jg. 1889                                                                                               | Deportiert 1940 Gurs Interniert Drancy 1942 Auschwitz Ermordet | | Stolpersteinlage                                                                   |
| Ludwigstraße 38 · Ludwigshafen-Mitte ·                                          | 25. Okt. 2020                                   | Charlotte Neumond Jg. 1922 | Flucht 1939 Holland Interniert Westerbork Deportiert 1942 Auschwitz Ermordet 3.9.1942 | | Stolpersteinlage                                                                   |
| Ludwigstraße 38 · Ludwigshafen-Mitte ·                                          | 25. Okt. 2020                                   | Eugen Zivi Jg. 1882 | ‘Schutzhaft‘ 1938 Dachau Deportiert 1940 Gurs Interniert Drancy 1942 Auschwitz Ermordet | | Stolpersteinlage                                                                   |
| Ludwigstraße 38 · Ludwigshafen-Mitte ·                                          | 25. Okt. 2020                                   | Elisabeth Zivi geb. Karlebach Jg. 1890                                                                                           | Deportiert 1940 Gurs Interniert Drancy 1942 Auschwitz Ermordet 1942 | | Stolpersteinlage                                                                   |
| Ludwigstraße 38 · Ludwigshafen-Mitte ·                                          | 25. Okt. 2020                                   | Else Zivi Jg. 1921 | Mit Hilfe Flucht 1939 Holland 1942 Frankreich Spanien Mit Hilfe überlebt | | Stolpersteinlage                                                                   |
| Ludwigstraße 38 · Ludwigshafen-Mitte ·                                          | 25. Okt. 2020                                   | Walter Zivi Jg. 1925 | Mit Hilfe Flucht 1939 Holland England | | Stolpersteinlage                                                                   |
| Ludwigstraße 46 · Ludwigshafen-Mitte ·                                          | 25. Okt. 2020                                   | Fritz Bunz Jg. 1883 | Seit 1942 mehrmals Verhaftet Verurteilt §175 Gefängnis Ludwigshafen,Kislau Entlassen 6.8.1943 | |                                                                                    |
| Ludwigstraße 54 B · Ludwigshafen-Mitte ·                                        | 26. März 2009                                   | Dr. Ernst Bloch Jg. 1885 | Flucht 1933 Überlebt in USA | | Stolpersteinlage                                                                   |
| Ludwigstraße 54 B · Ludwigshafen-Mitte ·                                        | 26. März 2009                                   | Dr. Max Hirschler Jg. 1886 | Flucht 1938 Überlebt in USA | | Stolpersteinlage                                                                   |
| Ludwigstraße 54 B · Ludwigshafen-Mitte ·                                        | 26. März 2009                                   | Dr. Helene Hirschler geb. Riess Jg. 1888                                                                                         | Flucht 1938 Überlebt in USA | | Stolpersteinlage                                                                   |
| Ludwigstraße 57 · Ludwigshafen-Mitte ·                                          |                                                 | Theodor Kaufmann Jg. 1889 | Flucht 1940 Shanghai Überlebt | |                                                                                    |
| Ludwigstraße 57 · Ludwigshafen-Mitte ·                                          |                                                 | Hedwig Kaufmann geb. Ottenheimer Jg. 1889                                                                                        | Flucht 1940 Shanghai Überlebt | |                                                                                    |
| Ludwigstraße 57 · Ludwigshafen-Mitte ·                                          |                                                 | Liselotte Sauer Jg. 1903 | Deportiert 22.10.1940 Gurs Ermorde 1942 in Auschwitz | |                                                                                    |
| Ludwigstraße 57 · Ludwigshafen-Mitte ·                                          |                                                 | Ingeborg Sauer Jg. 1929 | Deportiert 22.10.1940 Gurs Überlebt in USA | |                                                                                    |
| Ludwigstraße 73 Ludwigshafen-Mitte                                              |                                                 | Dr. David Heinemann Jg. 1872 | deportiert 1940 Gurs interniert Rivesaltes Flucht 1942 Uruguay | |                                                                                    |
| Ludwigstraße 73 Ludwigshafen-Mitte                                              | Ernestine Heinemann geb. Goldschmidt Jg. 1874   | deportiert 1940 Gurs interniert 1941 Noé ermordet 12.3.1942                                                                      | | |                                                                                    |
| Ludwigstraße 73 Ludwigshafen-Mitte                                              | Dr. Hilmar Heinemann Jg. 1904                   | Flucht 1939 Kuba MS. St. Louis Einreise verweigert Holland deportiert 1944 Theresienstadt Auschwitz, KZ Dachau ermordet 6.1.1945 | | |                                                                                    |
| Ludwigstraße 81 · Ludwigshafen-Mitte ·                                          |                                                 | Sigmund Kaufmann Jg. 1888 | Flucht 1939 Chile Überlebt | |                                                                                    |
| Ludwigstraße 81 · Ludwigshafen-Mitte ·                                          |                                                 | Anna Kaufmann geb. Weilheimer Jg. 1889                                                                                           | Flucht 1939 Chile Überlebt | |                                                                                    |
| Ludwigstraße 81 · Ludwigshafen-Mitte ·                                          |                                                 | Erich Kaufmann Jg. 1920 | Flucht 1939 Chile Überlebt | |                                                                                    |
| Ludwigstraße 83 · Ludwigshafen-Mitte ·                                          | 28. Okt. 2019                                   | Lore Durlacher Jg. 1920 | Flucht 1939 Holland Interniert Westerbork 1943 geflohen Im Widerstand Gruppe Westerweel Überlebt | | Stolpersteinlage                                                                   |
| Ludwigstraße 83 · Ludwigshafen-Mitte ·                                          | 28. Okt. 2019                                   | Erich Durlacher Jg. 1917 | Flucht 1936 Palästina | | Stolpersteinlage                                                                   |
| Ludwigstraße 83 · Ludwigshafen-Mitte ·                                          | 28. Okt. 2019                                   | Heinz Durlacher Jg. 1913 | Flucht 1939 Holland Mit Hilfe überlebt | | Stolpersteinlage                                                                   |
| Ludwigstraße 83 · Ludwigshafen-Mitte ·                                          | 28. Okt. 2019                                   | Ella Durlacher geb. Mann Jg. 1884                                                                                                | Deportiert 1940 Gurs Interniert Drancy 1942 Auschwitz Ermordet 31.8.1942 | | Stolpersteinlage                                                                   |
| Ludwigstraße 83 · Ludwigshafen-Mitte ·                                          | 28. Okt. 2019                                   | Siegmund Durlacher Jg. 1879 | ‘Schutzhaft‘ 1938 Dachau Deportiert 1940 Gurs Interniert Drancy 1942 Auschwitz Ermordet | | Stolpersteinlage                                                                   |
| Maxstraße 59 · Ludwigshafen-Mitte ·                                             | 2. Apr. 2011                                    | Herbert Müller Jg. 1900 | Verhaftet 1933 Dachau im Widerstand Flucht 1936 Spanien Internationale Brigaden Überlebt in Frankreich | |                                                                                    |
| Maxstraße 59 · Ludwigshafen-Mitte ·                                             | 2. Apr. 2011                                    | Martha Müller geb. Weiß Jg. 1901                                                                                                 | Gedemütigt Entrechtet Überlebt | |                                                                                    |
| Maxstraße 65 · Ludwigshafen-Mitte ·                                             | 12. März 2008                                   | Eugen Herbst Jg. 1903 | Reichstagsabgeordneter der KPD Ermordet 1934 Dachau | |                                                                                    |
| Mundenheimer Straße 182 · Ludwigshafen-Süd ·                                    | 22. Nov. 2007                                   | Markus Sternlieb Jg. 1877 | Hier arbeitete Markus Sternlieb gedemütigt/entrechtet seit 1933 mehrfach verhaftet Gefängnis Ludwigshafen entlassen 1933 tot 23.10.1934 | |                                                                                    |
| Mundenheimer Straße 245 · Ludwigshafen-Süd ·                                    | 2. Apr. 2011                                    | Dora Nord geb. Händler Jg. 1877                                                                                                  | Ausgewiesen 28.10.1938 nach Zbaszyn/Polen nach Dukla für tot erklärt 1945 | |                                                                                    |
| Mundenheimer Straße 245 · Ludwigshafen-Süd ·                                    | 2. Apr. 2011                                    | Karl Nord Jg. 1912 | Im Widerstand Verhaftet 1938 Zuchthaus Ludwigsburg 1943 Strafbataillon 999 Übrtlebt | |                                                                                    |
| Mundenheimer Straße 245 · Ludwigshafen-Süd ·                                    | 2. Apr. 2011                                    | Adolf Nord Jg. 1909 | Flucht 1934 Überlebt in USA | |                                                                                    |
| Mundenheimer Straße 245 · Ludwigshafen-Süd ·                                    | 2. Apr. 2011                                    | Oskar Händler Jg. 1909 | Abgeschoben 1938 Bentschen/Zbaszynin Widerstand in Polen Überlebt | |                                                                                    |
| Mundenheimer Straße 245 · Ludwigshafen-Süd ·                                    | 4. Apr. 2011                                    | Moses Leib Händler Jg. 1858 | Ausgewiesen 28.10.1938 nach Zbaszyn/Polen nach Dukla für tot erklärt 1945 | |                                                                                    |
| Mundenheimer Straße 245 · Ludwigshafen-Süd ·                                    | 4. Apr. 2011                                    | Rosl Kessler geb. Nord Jg. 1914                                                                                                  | Ausgewiesen 28.10.1938 nach Zbaszyn/Polen überlebt in Schweden | |                                                                                    |
| Mundenheimer Straße 245 · Ludwigshafen-Süd ·                                    | 4. Apr. 2011                                    | Selma Händler Jg. 1907 | Ausgewiesen 28.10.1938 nach Zbaszyn/Polen tot 1942 Marij, Usbekistan | |                                                                                    |
| Mutterstadter Straße 16 · Ludwigshafen-Ruchheim ·                               | 12. März 2008                                   | Heinrich Bähr Jg. 1878 | Deportiert 22.10.1940 Gurs Ermordet 16.09.1942 Auschwitz | |                                                                                    |
| Mutterstadter Straße 16 · Ludwigshafen-Ruchheim ·                               | 12. März 2008                                   | Johanna Bähr geb. Jacob Jg. 1885                                                                                                 | Deportiert 22.10.1940 Gurs Ermordet 16.09.1942 Auschwitz | |                                                                                    |
| Mutterstadter Straße 16 · Ludwigshafen-Ruchheim ·                               | 12. März 2008                                   | Ida Lang geb. Bähr Jg. 1909 | Deportiert 22.10.1940 Gurs Ermordet 16.09.1942 Auschwitz | |                                                                                    |
| Pfalzgrafenstraße 67 · Ludwigshafen-Süd ·                                       | 3. Mai 2010                                     | Heinrich Michel Jg. 1884 | Deportiert 1942 Izbica ermordet | |                                                                                    |
| Pfalzgrafenstraße 67 · Ludwigshafen-Süd ·                                       | 3. Mai 2010                                     | Gertrud Michel geb. Grün Jg. 1892                                                                                                | Deportiert 1942 Izbica ermordet | |                                                                                    |
| Pfalzgrafenstraße 67 · Ludwigshafen-Süd ·                                       | 3. Mai 2010                                     | Ursula Michel Jg. 1923 | Flucht 1939 überlebt in England | |                                                                                    |
| Pfalzgrafenstraße 67 · Ludwigshafen-Süd ·                                       | 3. Mai 2010                                     | Lilli Michel Jg. 1927 | Deportiert 1942 Izbica ermordet | |                                                                                    |
| Prinzregentenstraße 45 · Ludwigshafen-Nord/Hemshof ·                            | 22. Nov. 2007                                   | Bernhard Singer Jg. 1894 | Ausgewiesen 1938 nach Polen Ermordet im Lager Plaszow | |                                                                                    |
| Prinzregentenstraße 45 · Ludwigshafen-Nord/Hemshof ·                            | 22. Nov. 2007                                   | Ernestyne Singer geb. Mandel Jg. 1898                                                                                            | Ausgewiesen 1938 nach Polen Ermordet im besetzten Polen | |                                                                                    |
| Prinzregentenstraße 45 · Ludwigshafen-Nord/Hemshof ·                            | 22. Nov. 2007                                   | Amalia Singer Jg. 1923 | Entrechtet/Gedemütigt Flucht 1937 | |                                                                                    |
| Prinzregentenstraße 45 · Ludwigshafen-Nord/Hemshof ·                            | 22. Nov. 2007                                   | Helene Singer Jg. 1924 | Entrechtet/Gedemütigt Flucht 1937 Israel Überlebt | |                                                                                    |
| Prinzregentenstraße 45 · Ludwigshafen-Nord/Hemshof ·                            | 22. Nov. 2007                                   | Adolf Abraham Singer Jg. 1925 | Ausgewiesen 1938 nach Polen Ermordet in Auschwitz | |                                                                                    |
| Prinzregentenstraße 45 · Ludwigshafen-Nord/Hemshof ·                            | 22. Nov. 2007                                   | Rahel Singer Singer Jg. 1928 | Ausgewiesen 1938 nach Polen Ermordet in Auschwitz | |                                                                                    |
| Prinzregentenstraße 45 · Ludwigshafen-Nord/Hemshof ·                            | 22. Nov. 2007                                   | Felicitas Singer Jg. 1930 | Ausgewiesen 1938 nach Polen Ermordet in Auschwitz | |                                                                                    |
| Prinzregentenstraße 45 · Ludwigshafen-Nord/Hemshof ·                            | 22. Nov. 2007                                   | Israel Regenbogen Jg. 1900 | Verhaftet 1938 Mauthausen Ermordet 13.10.1941 | |                                                                                    |
| Prinzregentenstraße 45 · Ludwigshafen-Nord/Hemshof ·                            | 22. Nov. 2007                                   | Dina Regenbogen geb. Singer Jg. 1898                                                                                             | Ausgewiesen 1938 Mauthausen Ermordet 10.9.1941 im besetzten Polen | |                                                                                    |
| Prinzregentenstraße 45 · Ludwigshafen-Nord/Hemshof ·                            | 22. Nov. 2007                                   | Betty Dora Regenbogen Jg. 1927                                                                                                   | Ausgewiesen 1938 Ermordet im besetzten Polen | |                                                                                    |
| Prinzregentenstraße 45 · Ludwigshafen-Nord/Hemshof ·                            | 22. Nov. 2007                                   | Josef Juda Regenbogen Jg. 1929                                                                                                   | Ausgewiesen 1938 Ermordet im besetzten Polen | |                                                                                    |
| Prinzregentenstraße 45 · Ludwigshafen-Nord/Hemshof ·                            | 22. Nov. 2007                                   | Heinrich Regenbogen Jg. 1930 | Ausgewiesen 1938 Ermordet im besetzten Polen | |                                                                                    |
| Prinzregentenstraße 45 · Ludwigshafen-Nord/Hemshof ·                            | 22. Nov. 2007                                   | Esther Marliese Regenbogen Jg. 1935                                                                                              | Ausgewiesen 1938 Ermordet im besetzten Polen | |                                                                                    |
| Prinzregentenstraße 45 · Ludwigshafen-Nord/Hemshof ·                            | 22. Nov. 2007                                   | Paula Kahn geb. Weil Jg. 1882 | Deportiert 22.10.1940 Gurs Ermordet in Auschwitz | |                                                                                    |
| Prinzregentenstraße 45 · Ludwigshafen-Nord/Hemshof ·                            | 22. Nov. 2007                                   | Rosa Kling geb. Strauß Jg. 1861                                                                                                  | Deportiert 22.10.1840 Gurs Ermordet 7.12.1940 | |                                                                                    |
| Prinzregentenstraße 45 · Ludwigshafen-Nord/Hemshof ·                            | 22. Nov. 2007                                   | Naftali Herz Landau Jg. 1898 | Ausgewiesen 1938 Ermordet im besetzten Polen | |                                                                                    |
| Prinzregentenstraße 45 · Ludwigshafen-Nord/Hemshof ·                            | 22. Nov. 2007                                   | Syma Chaja Landau Jg. 1902 | Ausgewiesen 1938 Ermordet im besetzten Polen | |                                                                                    |
| Prinzregentenstraße 45 · Ludwigshafen-Nord/Hemshof ·                            | 22. Nov. 2007                                   | Jakob Landau Jg. 1930 | Ausgewiesen 1938 Ermordet im besetzten Polen | |                                                                                    |
| Prinzregentenstraße 45 · Ludwigshafen-Nord/Hemshof ·                            | 22. Nov. 2007                                   | Lieselotte Sahra Cohn Jg. 1919                                                                                                   | Entrechtet/Gedemütigt Flucht 19.11.1938 Überlebt, USA | |                                                                                    |
| Prinzregentenstraße 45 · Ludwigshafen-Nord/Hemshof ·                            | 22. Nov. 2007                                   | Marianne Cohn Jg. 1920 | Entrechtet/Gedemütigt Flucht 19.11.1938 Überlebt, USA | |                                                                                    |
| Prinzregentenstraße 45 · Ludwigshafen-Nord/Hemshof ·                            | 22. Nov. 2007                                   | Max Feingold Jg. 1904 | Entrechtet/Gedemütigt Flucht 1938 USA, Überlebt | |                                                                                    |
| Prinzregentenstraße 45 · Ludwigshafen-Nord/Hemshof ·                            | 22. Nov. 2007                                   | Erna Feingold Jg. 1929 | Entrechtet/Gedemütigt Flucht 1938 USA, Überlebt | |                                                                                    |
| Prinzregentenstraße 45 · Ludwigshafen-Nord/Hemshof ·                            | 22. Nov. 2007                                   | Frieda Feingold geb. Singer Jg. 1902                                                                                             | Entrechtet/Gedemütigt Flucht 1938 USA, Überlebt | |                                                                                    |
| Prinzregentenstraße 45 · Ludwigshafen-Nord/Hemshof ·                            | 22. Nov. 2007                                   | Heinrich Feingold Jg. 1931 | Entrechtet/Gedemütigt Flucht 1938 USA, Überlebt | |                                                                                    |
| Prinzregentenstraße 45 · Ludwigshafen-Nord/Hemshof ·                            | 22. Nov. 2007                                   | Herta Feingold Jg. 1932 | Entrechtet/Gedemütigt Flucht 1938 USA, Überlebt | |                                                                                    |
| Prinzregentenstraße 65 · Ludwigshafen-Nord/Hemshof ·                            |                                                 | Oscar Schwarz Jg. 1891 | 'Schutzhaft' 1938 Dachau Zwangsverkauf 1939 Geschäft Flucht 1939 England | |                                                                                    |
| Prinzregentenstraße 65 · Ludwigshafen-Nord/Hemshof ·                            | Therese Schwarz geb. Marx verw. Sidlin Jg. 1900 | Zwangsverkauf Haus Flucht 1939 England                                                                                           | | |                                                                                    |
| Prinzregentenstraße 65 · Ludwigshafen-Nord/Hemshof ·                            | Karl Sidlin Jg. 1926                            | Flucht 1939 England | | |                                                                                    |
| Richard-Wagner-Straße 18 · Ludwigshafen-Süd ·                                   |                                                 | Dr. Ludwig Weil Jg. 1882 | Berufsverbot 1933 Flucht 1935 Belgien, England Südafrika | |                                                                                    |
| Richard-Wagner-Straße 18 · Ludwigshafen-Süd ·                                   | Adele Weil geb. Rothschild Jg. 1890             | Flucht 1935 England 1939 Südafrika                                                                                               | | |                                                                                    |
| Richard-Wagner-Straße 18 · Ludwigshafen-Süd ·                                   | Lotte Weil Jg. 1915                             | Flucht 1939 England | | |                                                                                    |
| Richard-Wagner-Straße 18 · Ludwigshafen-Süd ·                                   | Fritz Weil Jg. 1921                             | Flucht 1934 USA | | |                                                                                    |
| Ritterstraße 41 · Ludwigshafen-Friesenheim ·                                    |                                                 | Hermann Levy Jg. 1872 | deportiert 1940 Gurs interniert Récébédou, Noé befreit | |                                                                                    |
| Ritterstraße 41 · Ludwigshafen-Friesenheim ·                                    | Elisabeth Levy Jg. 1877                         | geg. Herold deportiert 1940 Gurs                                                                                                 | | |                                                                                    |
| Ritterstraße 41 · Ludwigshafen-Friesenheim ·                                    | Peter Hoecker Jg. 1900                          | gedemütigt/entrechtet überlebt                                                                                                   | | |                                                                                    |
| Ritterstraße 41 · Ludwigshafen-Friesenheim ·                                    | Alma Hoecker Jg. 1900                           | geb. Levy deportiert 1945 Theresienstadt befreit                                                                                 | | |                                                                                    |
| Ritterstraße 41 · Ludwigshafen-Friesenheim ·                                    | Edgar Hoecker Jg. 1923                          | verhaftet 1944 Organisation Todt Zwangsarbeit im besetzten Frankreich überlebt                                                   | | |                                                                                    |
| Ritterstraße 41 · Ludwigshafen-Friesenheim ·                                    | Gustavine Reichert Jg. 1904                     | geb. Levy deportiert 1945 Theresienstadt befreit                                                                                 | | |                                                                                    |
| Ritterstraße 41 · Ludwigshafen-Friesenheim ·                                    | Mathilde Levy Jg. 1915                          | gedemütigt/entrechtet Flucht 1935 Frankreich überlebt                                                                            | | |                                                                                    |
| Rubensstraße 25 · Ludwigshafen-Süd ·                                            | 30. Nov. 2012                                   | Friedrich Wilhelm Wagner Jg. 1894                                                                                                | Verhaftet 1933 Flucht nach Frankreich Überlebt USA | | Stolpersteinlage                                                                   |
| Rubensstraße 25 · Ludwigshafen-Süd ·                                            | 30. Nov. 2012                                   | Käthe Wagner geb. Sterzel Jg. 1886                                                                                               | Entrechtet Flucht nach Frankreich Überlebt USA | | Stolpersteinlage                                                                   |
| Schanzstraße 26 · Ludwigshafen-Nord/Hemshof ·                                   | 13. Mai 2014                                    | Benjamin Hack Jg. 1892 | „Schutzhaft“ 1938 Dachau Deportiert 1940 Majdanek Ermordet 1942 | |                                                                                    |
| Schanzstraße 26 · Ludwigshafen-Nord/Hemshof ·                                   | 13. Mai 2014                                    | Amalie Hack geb. Mantay Jg. 1913                                                                                                 | Gedemütigt/Entrechtet Mit Hilfe überlebt (USA) | |                                                                                    |
| Schanzstraße 26 · Ludwigshafen-Nord/Hemshof ·                                   | 13. Mai 2014                                    | Gerda Hack Jg. 1933 | Gedemütigt/Entrechtet Mit Hilfe überlebt | |                                                                                    |
| Schanzstraße 26 · Ludwigshafen-Nord/Hemshof ·                                   | 13. Mai 2014                                    | Inge Hack Jg. 1934 | Gedemütigt/Entrechtet Mit Hilfe überlebt | |                                                                                    |
| Schanzstraße 26 · Ludwigshafen-Nord/Hemshof ·                                   |                                                 | David Birnfeld Jg. 1880 | Flucht 1939 Palästina | |                                                                                    |
| Schanzstraße 26 · Ludwigshafen-Nord/Hemshof ·                                   |                                                 | Chaja Birnfeld geb. Kleinberger Jg. 1885                                                                                         | Gedemütigt/Entrechtet Tot 16.12.1937 | |                                                                                    |
| Schanzstraße 26 · Ludwigshafen-Nord/Hemshof ·                                   |                                                 | Edgar Birnfeld Jg. 1920 | Flucht 1937 Palästina | |                                                                                    |
| Schießhausstraße 7 · Ludwigshafen-Süd ·                                         |                                                 | Betty Bermann geb. Kann Jg. 1897                                                                                                 | deportiert 1940 Gurs interniert Drancy 1942 Auschwitz ermordet | |                                                                                    |
| Schießhausstraße 7 · Ludwigshafen-Süd ·                                         | Lore Bermann Jg. 1925                           | deportiert 1940 Gurs interniert Rivesaltes Kinderhilfswerk OSE versteckt 1942 Schweiz                                            | | |                                                                                    |
| Schießhausstraße 7 · Ludwigshafen-Süd ·                                         | Susanne Bermann Jg. 1927                        | deportiert 1940 Gurs interniert Rivesaltes Kinderhilfswerk OSE versteckt 1942 Schweiz                                            | | |                                                                                    |
| Schießhausstraße 32 · Ludwigshafen-Süd ·                                        | 13. Mai 2014                                    | Sigmund Neubauer Jg. 1865 | Flucht 1939 USA | Bild gesucht Die Wikipedia wünscht sich an dieser Stelle ein Bild vom Ort mit diesen Koordinaten 49.470758 8.450247 . Motiv: Stolpersteine Schießhausstraße 32, Ludwigshafen Falls du dabei helfen möchtest, erklärt die Anleitung , wie das geht. BW    |                                                                                    |
| Schießhausstraße 32 · Ludwigshafen-Süd ·                                        | 13. Mai 2014                                    | Flora Neubauer geb. Grünhut Jg. 1872                                                                                             | Flucht 1939 USA | Bild gesucht Die Wikipedia wünscht sich an dieser Stelle ein Bild vom Ort mit diesen Koordinaten 49.470758 8.450247 . Motiv: Stolpersteine Schießhausstraße 32, Ludwigshafen Falls du dabei helfen möchtest, erklärt die Anleitung , wie das geht. BW    |                                                                                    |
| Schießhausstraße 32 · Ludwigshafen-Süd ·                                        | 13. Mai 2014                                    | Richard Neubauer Jg. 1900 | Flucht 1939 USA | Bild gesucht Die Wikipedia wünscht sich an dieser Stelle ein Bild vom Ort mit diesen Koordinaten 49.470758 8.450247 . Motiv: Stolpersteine Schießhausstraße 32, Ludwigshafen Falls du dabei helfen möchtest, erklärt die Anleitung , wie das geht. BW    |                                                                                    |
| Schillerstraße 3 · Ludwigshafen-Oggersheim ·                                    |                                                 | Leo Herz Jg. 1875 | gedemütigt/entrechtet tot 22.1.1937 | |                                                                                    |
| Schillerstraße 3 · Ludwigshafen-Oggersheim ·                                    | Julia Herz geb. Althoff Jg. 1879                | Flucht 1944 USA | | |                                                                                    |
| Schillerstraße 3 · Ludwigshafen-Oggersheim ·                                    | Kurt Siegfried Herz Jg. 1903                    | Flucht 1937 Frankreich USA | | |                                                                                    |
| Schillerstraße 3 · Ludwigshafen-Oggersheim ·                                    | Marta Herz geb. Bär Jg. 1912                    | Flucht 1937 Frankreich USA | | |                                                                                    |
| Schopenhauerstraße 18 · frühere · Lessingstraße 18 · Ludwigshafen-Friesenheim · | 2. Apr. 2011                                    | Willi Heidelberg Jg. 1905 | Im Widerstand Verhaftet 1934 Gefängnis Ludwigshafen Arbeitsverbot Überlebt | |                                                                                    |
| Schubertstraße 2 · Ludwigshafen-Süd ·                                           | 26. März 2009                                   | Martha Fendrich geb. Blum Jg. 1878                                                                                               | Deportiert 1942 Theresienstadt Überlebt | |                                                                                    |
| Schützenstraße 19 · Ludwigshafen-Süd ·                                          | 26. März 2009                                   | Isidor Lefor Jg. 1881 | Deportiert 22.10.1940 Gurs ermordet 2.8.1942 in Auschwitz | |                                                                                    |
| Schützenstraße 19 · Ludwigshafen-Süd ·                                          | 26. März 2009                                   | Margarete Lefor geb. Kahn Jg. 1893                                                                                               | Deportiert 22.10.1940 Gurs verhungert 8.2.1942 | |                                                                                    |
| Schützenstraße 19 · Ludwigshafen-Süd ·                                          | 26. März 2009                                   | Edith Lefor Jg. 1921 | Flucht 1939 überlebt in England | |                                                                                    |
| Schützenstraße 32 · Ludwigshafen-Süd ·                                          | 12. März 2008                                   | Ernst Kern Jg. 1904 | Verfolgt Geflüchtet Frühsommer 1933 Überlebt | Bild gesucht Die Wikipedia wünscht sich an dieser Stelle ein Bild vom Ort mit diesen Koordinaten 49.476025 8.448208 . Motiv: Stolpersteine Schützenstraße 32, Ludwigshafen Falls du dabei helfen möchtest, erklärt die Anleitung , wie das geht. BW      |                                                                                    |
| Schützenstraße 32 · Ludwigshafen-Süd ·                                          |                                                 | Ludwig Löser Jg. 1904 | gedemütigt/entrechtet überlebt | |                                                                                    |
| Schützenstraße 32 · Ludwigshafen-Süd ·                                          | Selma Löser geb. Hochstädter Jg. 1905           | deportiert 1945 Theresienstadt befreit                                                                                           | | |                                                                                    |
| Schützenstraße 44 · Ludwigshafen-Süd ·                                          |                                                 | Hugo Mayer Jg. 1862 | deportiert 1940 Gurs interniert Récébédou ermordet 19.12.1941 | |                                                                                    |
| Schützenstraße 44 · Ludwigshafen-Süd ·                                          | Hedwig Mayer geb. Danziger Jg. 1884             | deportiert 1940 Gurs 1942 Auschwitz ermordet                                                                                     | | |                                                                                    |
| Schützenstraße 44 · Ludwigshafen-Süd ·                                          | Heinz Mayer Jg. 1918                            | Flucht 1938 England | | |                                                                                    |
| Schumannstraße 22 · Ludwigshafen-Süd ·                                          |                                                 | Eugen Berg Jg. 1882 | gedemütigt/entrechtet tot 7.6.1938 | |                                                                                    |
| Schumannstraße 22 · Ludwigshafen-Süd ·                                          | Alice Berg geb. Haas Jg. 1896                   | deportiert 1940 Gurs interniert Drancy 1942 Auschwitz ermordet                                                                   | | |                                                                                    |
| Schumannstraße 22 · Ludwigshafen-Süd ·                                          | Günter Berg Jg. 1922                            | mit Fluchthilfe 1936 USA | | |                                                                                    |
| Schumannstraße 22 · Ludwigshafen-Süd ·                                          | Hella Berg Jg. 1925                             | mit Fluchthilfe 1939 Italien USA                                                                                                 | | |                                                                                    |
| Schumannstraße 22 · Ludwigshafen-Süd ·                                          | Kurt Berg Jg. 1934                              | mit Fluchthilfe 1940 Frankreich Kinderhilfswerk OSE versteckt in Kinderheimen 1941 USA                                           | | |                                                                                    |
| Valentin-Bauer-Straße 5 · Ludwigshafen-West ·                                   | 30. Nov. 2012                                   | Jakob Rummer Jg. 1903 | Verhaftet 1933 Gefängnis Ludwigshafen Zuletzt 1937 Dachau 1943 Strafbataillon 999 Überlebt | |                                                                                    |
| Valentin-Bauer-Straße 5 · Ludwigshafen-West ·                                   | 30. Nov. 2012                                   | Helene Rummer geb. Weber Jg. 1905                                                                                                | Drangsaliert Entrechtet Überlebt | |                                                                                    |
| Von-der-Tann-Straße 8 · Ludwigshafen-Nord/Hemshof ·                             | 13. Mai 2014                                    | Meyer Kaufmann Jg. 1887 | Polenaktion 1938 Bentschen/Zbaszyn Ermordet im besetzten Polen | Bild gesucht Die Wikipedia wünscht sich an dieser Stelle ein Bild vom Ort mit diesen Koordinaten 49.487205 8.440942 . Motiv: Stolpersteine Von-der-Tann-Straße 8, Ludwigshafen Falls du dabei helfen möchtest, erklärt die Anleitung , wie das geht. BW  |                                                                                    |
| Von-der-Tann-Straße 8 · Ludwigshafen-Nord/Hemshof ·                             | 13. Mai 2014                                    | Hedwig Kaufmann geb. Emanuel Jg. 1893                                                                                            | Polenaktion 1938 Gurs Zurückgekehrt Deportiert 1942 Krasnystan Ermordet | Bild gesucht Die Wikipedia wünscht sich an dieser Stelle ein Bild vom Ort mit diesen Koordinaten 49.487205 8.440942 . Motiv: Stolpersteine Von-der-Tann-Straße 8, Ludwigshafen Falls du dabei helfen möchtest, erklärt die Anleitung , wie das geht. BW  |                                                                                    |
| Von-der-Tann-Straße 8 · Ludwigshafen-Nord/Hemshof ·                             | 13. Mai 2014                                    | Martin Kaufmann Jg. 1929 | Polenaktion 1938 Bentschen/Zbaszyn Ermordet im besetzten Polen | Bild gesucht Die Wikipedia wünscht sich an dieser Stelle ein Bild vom Ort mit diesen Koordinaten 49.487205 8.440942 . Motiv: Stolpersteine Von-der-Tann-Straße 8, Ludwigshafen Falls du dabei helfen möchtest, erklärt die Anleitung , wie das geht. BW  |                                                                                    |
| Von-der-Tann-Straße 29 · Ludwigshafen-Nord/Hemshof ·                            | 26. März 2009                                   | Dr. Emil Herz Jg. 1878 | Deportiert 22.10.1940 Gurs Ermordet 10.12.1940 | Bild gesucht Die Wikipedia wünscht sich an dieser Stelle ein Bild vom Ort mit diesen Koordinaten 49.487006 8.439172 . Motiv: Stolpersteine Von-der-Tann-Straße 29, Ludwigshafen Falls du dabei helfen möchtest, erklärt die Anleitung , wie das geht. BW |                                                                                    |
| Von-der-Tann-Straße 29 · Ludwigshafen-Nord/Hemshof ·                            | 26. März 2009                                   | Herta Herz geb. Lustig Jg. 1896                                                                                                  | Deportiert 22.10.1940 Gurs Ermordet 1942 in Auschwitz | Bild gesucht Die Wikipedia wünscht sich an dieser Stelle ein Bild vom Ort mit diesen Koordinaten 49.487006 8.439172 . Motiv: Stolpersteine Von-der-Tann-Straße 29, Ludwigshafen Falls du dabei helfen möchtest, erklärt die Anleitung , wie das geht. BW |                                                                                    |
| Wittelsbachstraße 9 · Ludwigshafen-Süd ·                                        |                                                 | Bernhard Auerbacher Jg. 1876 | Flucht 1940 USA | |                                                                                    |
| Wittelsbachstraße 9 · Ludwigshafen-Süd ·                                        | Dina Auerbacher geb. Straus Jg. 1887            | Flucht 1940 USA | | |                                                                                    |
| Wittelsbachstraße 9 · Ludwigshafen-Süd ·                                        | Fritz Werner Auerbacher Jg. 1909                | Flucht 1936 Holland USA | | |                                                                                    |
| Wittelsbachstraße 9 · Ludwigshafen-Süd ·                                        | Ernst Auerbacher Jg. 1919                       | Flucht 1938 England USA | | |                                                                                    |
| Wittelsbachstraße 65 · Ludwigshafen-Süd ·                                       | 3. Mai 2010                                     | Hans Kahn Jg. 1926 | Deportiert 22.10.1940 Gurs ermordet 16.9.1942 Auschwitz | |                                                                                    |
| Wittelsbachstraße 65 · Ludwigshafen-Süd ·                                       | 3. Mai 2010                                     | Frieda Kahn geb. Kahn Jg. 1895                                                                                                   | Deportiert 22.10.1940 Gurs ermordet 16.9.1942 Auschwitz | |                                                                                    |
| Wittelsbachstraße 65 · Ludwigshafen-Süd ·                                       | 3. Mai 2010                                     | Dr. Leopold Kahn Jg. 1882 | Deportiert 22.10.1940 Gurs ermordet 16.9.1942 Auschwitz | |                                                                                    |
| Wredestraße 7 · Ludwigshafen-Mitte ·                                            | 26. März 2009                                   | Dr. Fritz Kaufmann Jg. 1875 | Flucht 1935 Niederlande Schweiz Tot 1941 | | Stolpersteine                                                                      |
| Wredestraße 7 · Ludwigshafen-Mitte ·                                            | 26. März 2009                                   | Erna Kaufmann geb. Wolff geb. 1887                                                                                               | Flucht 1935 Niederlande Schweiz Überlebt | | Stolpersteine                                                                      |
| Wredestraße 10 A · Ludwigshafen-Mitte ·                                         |                                                 | Johanna Karpfen geb. Weil Jg. 1877                                                                                               | Deportiert 22.10.1940 Gurs Überlebt in Frankreich | | Stolpersteine                                                                      |
| Wredestraße 10 A · Ludwigshafen-Mitte ·                                         | 9. Aug. 2017                                    | Nathan Strauss Jg. 1876 | Deportiert 22.10.1940 Gurs Befreit Überlebt | | Stolpersteine                                                                      |
| Wredestraße 10 A · Ludwigshafen-Mitte ·                                         | 9. Aug. 2017                                    | Julius Strauss Jg. 1878 | Deportiert 22.10.1940 Gurs Ermordet 19.01.1942 | | Stolpersteine                                                                      |
| Wredestraße 10 A · Ludwigshafen-Mitte ·                                         | 9. Aug. 2017                                    | Edgar Strauss Jg. 1909 | Flucht Überlebt in Kanada | | Stolpersteine                                                                      |
| Wredestraße 16 · Ludwigshafen-Mitte ·                                           |                                                 | Helene Ott geb. Trennhäusser Jg. 1896                                                                                            | im Widerstand/KPD verhaftet 17.7.1940 'verbotener Umgang' 1940 Dachau deportiert Auschwitz ermordet 28.10.1942 | |                                                                                    |
| Wredestraße 16 · Ludwigshafen-Mitte ·                                           | Kurt Rauner Jg. 1897                            | 'Schutzhaft' 1938 KZ Dachau deportiert 1940 Gurs interniert Drancy 1942 Auschwitz ermordet                                       | | |                                                                                    |
| Wredestraße 16 · Ludwigshafen-Mitte ·                                           | Theresia Rauner geb. Schloss Jg. 1902           | deportiert 1940 Gurs interniert Drancy 1942 Auschwitz ermordet                                                                   | | |                                                                                    |
| Wredestraße 16 · Ludwigshafen-Mitte ·                                           | Werner Rauner Jg. 1935                          | deportiert 1940 Gurs Kinderhilfswerk OSE Chateaux Chabannes versteckt 1942 Schweiz                                               | | |                                                                                    |
| Zedtwitzstraße 2 · Ludwigshafen-Mundenheim ·                                    | 30. Nov. 2012                                   | Kaplan Heinz Robert Römer Jg. 1913                                                                                               | Denunziert Verhaftet 1940 Kritische Äusserungen 1941-1945 Dachau Überlebt | |                                                                                    |
| Zollhofstraße 11 · Ludwigshafen-Mitte ·                                         |                                                 | Louis Pinkus Jg. 1872 | deportiert 1940 Gurs interniert Nexon befreit | |                                                                                    |
| Zollhofstraße 11 · Ludwigshafen-Mitte ·                                         | Emma Pinkus geb. Gans Jg. 1882                  | Flucht 1939 Holland interniert Westerbork deportiert 1943 Sobibor ermordet 5.3.1943                                              | | |                                                                                    |
| Zollhofstraße 11 · Ludwigshafen-Mitte ·                                         | Lothar Pinkus Jg. 1909                          | deportiert 1942 Izbica ermordet                                                                                                  | | |                                                                                    |
| Zollhofstraße 11 · Ludwigshafen-Mitte ·                                         | Edith Pinkus Jg. 1905                           | deportiert 1940 Gurs Flucht Italien interniert Colobraro befreit                                                                 | | |                                                                                    |
| Zollhofstraße 11 · Ludwigshafen-Mitte ·                                         | Germana Pinkus Jg. 1940                         | deportiert 1940 Gurs Flucht Italien interniert Colobraro mit Hilfe überlebt                                                      | | |                                                                                    |
| Zollhofstraße 11 · Ludwigshafen-Mitte ·                                         | Iris Rau Jg. 1926                               | versteckt in Ludwigshafen mit Hilfe überlebt                                                                                     | | |                                                                                    |

## Diebstahl
Am 20. Juni 2022 wurden die Stolpersteine Geibelstraße 71 als gestohlen gemeldet, die Polizei ermittelt.